# Pau-Brasil (livro)
Pau-Brasil é o livro de estreia em poesia do escritor Oswald de Andrade, publicado em 1925 pela editora parisiense Au Sans Pareil. Mais do que ser meramente uma coletânea de poemas, a obra escrita nos anos antecedentes àquele ano é a mais representativa do movimento chamado Poesia Pau-Brasil, engendrado dentro do Modernismo brasileiro por Oswald na poesia e na pintura por Tarsila do Amaral (que projetou a capa e as ilustrações do livro), iniciado oficialmente pelo manifesto em 1924. Na verdade, já havia poemas semelhantes aos de Pau-Brasil na obra anterior de Oswald, o romance Memórias sentimentais de João Miramar.
Explorando o caráter primitivista latente na cultura e no cotidiano brasileiro da época, Pau-Brasil, com ilustrações de tendência semelhante feitas por Tarsila do Amaral, apresenta uma estética redutora, substantiva e contida que, conforme o crítico Oliveira Bastos (Diário de Notícias, RJ, 1956) funda um continuum formal que enformaria os primeiros poemas de Drummond, a poesia de João Cabral de Mello Neto e o projeto da poesia concreta.
Apontado por Paulo Prado no prefácio da obra como "o primeiro esforço organizado para a libertação do verso brasileiro", tendo pouco a ver com o termo futurismo utilizado pelos modernistas brasileiros no início do seu movimento, o livro utiliza em seus poemas recursos de fragmentação, desmontagem e montagem, dando a percepção do movimento ao leitor, técnica cubista posteriormente adotada também pelos futuristas, bem como a dessacralização Ready made do dadaísta Marcel Duchamp, simplesmente transcrevendo, por exemplo, trechos de documentos históricos, como a carta de Pero Vaz de Caminha referente ao descobrimento do Brasil.

## Traduções
- Pau Brasil, ed. semi-facsimilar, trad. espanhola de Andrés Sanches Robayna, Madrid, Fundacion Juan March/ Editorial de arte e ciencia, 2009 [1a. ed. completa no exterior]
- Bois Brésil : Poésie et Manifeste, ed. bilingue, tradução em francês, prefacio e notas por Antoine Chareyre, Paris, Editions de la Différence, 2010, 398p. [1a. ed. francesa e 1a. ed. critica mundial, com nova trad. do Manifesto da Poesia Pau Brasil ; prefacio p. 11-59 ; notas ao prefacio francês, ao de Paulo Prado e aos textos do autor, p. 277-376 ; bibliografia bilingue e atualizada, p. 377-396]